# Pycnocryptus
Pycnocryptus är ett släkte av steklar som beskrevs av Thomson 1873. Pycnocryptus ingår i familjen brokparasitsteklar.
Släktet innehåller bara arten Pycnocryptus director.